# 承明
承明（476年六月—十二月）是北魏的君主魏孝文帝元宏的第二个年号，共计數月。承明元年改元太和元年。

## 纪年
| 承明 | 元年  |
| ---- | ----- |
| 公元 | 476年 |
| 干支 | 丙辰  |

## 參看
- 中国年号索引
- 同期存在的其他政权年号
  - 元徽（473年正月—477年七月）：南朝宋宋后废帝刘昱的年号
  - 永康（464年-484年）：柔然政权受罗部真可汗予成年号